# Estació de Can Vidalet
Can Vidalet (antigament anomenada Maladeta) és una estació de la L5 del Metro de Barcelona situada sota el carrer Maladeta, entre els carrers Mina i Hortènsia, entre els termes municipals de l'Hospitalet de Llobregat i Esplugues de Llobregat, però els seus accessos es troben a Esplugues de Llobregat.
L'estació es va inaugurar el 1976 com a part de la Línia V i amb el nom de Maladeta fins que el 1982 amb la reorganització dels números de línies i canvis de nom d'estacions va adoptar el nom actual.
L'any 2008, es van començar a fer obres a l'entorn per tal de construir un nou vestíbul per adaptar l'estació. També es van reformar les andanes i es van prolongar per fer les noves sortides cap al vestíbul.
Finalment, l'any 2010 s'inaugurà el nou vestíbul, amb ascensors, sortides d'emergència, i escales mecàniques.
| Metro de Barcelona     |              |                                              |               |                        |
| Procedència/Destinació | <            | Línia                                        | >             | Procedència/Destinació |
| Cornellà Centre        | Can Boixeres | Logotip de la Línia 5 del metro de Barcelona | Pubilla Cases | Vall d'Hebron          |

## Accessos
- Carrer Hortènsia (Esplugues de Llobregat)
- Carrer Menta (Esplugues de Llobregat)